# Murilo Ribeiro de Almeida
Murilo Ribeiro de Almeida, mais conhecido como Murilo (Presidente Prudente, 21 de janeiro de 1989) é um ex-futebolista brasileiro naturalizado timorense que atuava como atacante. Atualmente, joga pelo Persiraja da Indonésia.
Murilo obteve nacionalidade timorense, por ter ancestrais naturais do país.

## Carreira
Murilo iniciou sua carreira no Brasil, atuando pelo Bahia. Depois seguiu para a Indonésia, para atuar pelo Persiraja.
Murilo também atua pela Seleção Timorense de Futebol Sub-23, e é conhecido como o maior artilheiro da equipe até o momento.